# Benzo(b)fluoranteen
Benzo[b]fluoranteen is een polycyclische aromatische koolwaterstof met als brutoformule C20H12. De stof komt voor als een wit tot lichtgrijs poeder, dat onoplosbaar is in water. Ze is toxisch en carcinogeen voor de mens. De stof vormt bij verhitting giftige dampen. Benzo(b)fluoranteen is meestal aanwezig in het milieu, ten gevolge van onvolledige verbranding of thermische ontleding van organisch materiaal, vooral van fossiele brandstoffen en tabak.